# 2048
2048 (MMXLVIII) kommer att bli ett skottår som börjar en onsdag i den gregorianska kalendern.

## Framtida händelser

### Juni
- 3 juni – Asteroiden 2007 VK184 passerar nära jorden.[1]

### Okänt datum
- Teknologisk singularitet väntas uppnås enligt Ray Kurzweil och Vernor Vinge.